# Abdul Rashid
Abdul Rashi (né le 1er juin 1922 à Rawalpindi et mort le 8 mars 1988 dans la même ville) est un joueur de hockey sur gazon pakistanais. Il participe aux Jeux olympiques d'été de 1960 et remporte le titre olympique.

## Palmarès

### Jeux olympiques
- Jeux olympiques de 1960 à Rome,  Italie
  -  Médaille d'or.